# I. liga 1974-1975
L'edizione 1974/75 del campionato cecoslovacco di calcio vide la vittoria finale del Slovan CHZJD Bratislava.
Capocannoniere del torneo fu Ladislav Petráš dell'Internacionál Slovnaft Bratislava con 20 reti.

## Classifica finale
|    | Classifica                        | G  | V  | N  | P  | GF | GS | DR  | Pti |
| -- | --------------------------------- | -- | -- | -- | -- | -- | -- | --- | --- |
| 1  | Slovan CHZJD Bratislava           | 30 | 16 | 7  | 7  | 72 | 34 | +38 | 39  |
| 2  | Internacionál Slovnaft Bratislava | 30 | 18 | 1  | 11 | 66 | 41 | +25 | 37  |
| 3  | Bohemians ČKD Praga               | 30 | 15 | 6  | 9  | 46 | 31 | +15 | 36  |
| 4  | Zbrojovka Brno                    | 30 | 12 | 8  | 10 | 37 | 40 | -3  | 32  |
| 5  | Slavia Praga                      | 30 | 12 | 6  | 12 | 46 | 44 | +2  | 30  |
| 6  | Spartak TAZ Trnava                | 30 | 12 | 6  | 12 | 32 | 36 | -4  | 30  |
| 7  | Sklo Union Teplice                | 30 | 9  | 12 | 9  | 28 | 36 | -8  | 30  |
| 8  | VSS Košice                        | 30 | 12 | 5  | 13 | 66 | 58 | +8  | 29  |
| 9  | Dukla Praga                       | 30 | 9  | 11 | 10 | 33 | 35 | -2  | 29  |
| 10 | Škoda Plzeň                       | 30 | 13 | 2  | 15 | 45 | 53 | -8  | 28  |
| 11 | Jablonec                          | 30 | 12 | 4  | 14 | 28 | 36 | -8  | 28  |
| 12 | ZVL Žilina                        | 30 | 11 | 6  | 13 | 38 | 49 | -11 | 28  |
| 13 | Baník Ostrava OKD                 | 30 | 9  | 9  | 12 | 32 | 36 | -4  | 27  |
| 14 | Fotbal Třinec                     | 30 | 9  | 9  | 12 | 31 | 37 | -6  | 27  |
| 15 | Sparta ČKD Praga                  | 30 | 11 | 5  | 14 | 44 | 54 | -10 | 27  |
| 16 | Nitra                             | 30 | 11 | 1  | 18 | 32 | 56 | -24 | 23  |

## Verdetti
- Slovan Bratislava campione di Cecoslovacchia 1974/75.
- Slovan Bratislava ammessa alla Coppa dei Campioni 1975-1976.
- Inter Bratislava e Bohemians ČKD Praga ammesse alla Coppa UEFA 1975-1976.
- Sparta ČKD Praga e AC Nitra retrocesse.